# 原田栄一
原田 栄一（榮一、はらだ えいいち、1911年6月20日 - 1988年3月9日）は、日本の政治家。北海道留萌市長（6期）。

## 来歴
北海道留萌郡留萌町に製材所経営の原田太八の次男に生まれる。1929年、北海道庁立留萌中学校（現・北海道留萌高等学校）卒。卒業後は父の製材所を手伝う。1955年に製材所を株式会社化し、社長となる。1962年、留萌市長選挙に立候補して当選。以来連続6期24年務める。
在任中は全国市長会相談役、北海道市長会理事、留萌市青少年問題協議会会長、留萌市交通安全推進協議会会長などを務めた。1986年に市長を退任した。同年、勲三等瑞宝章を受章。1988年に死去した。